# 1830m
1830m (pronuncia Sen Happyaku Sanjū Mētoru) è il quarto album studio del gruppo idol giapponese AKB48, pubblicato nel 2012.

## Tracce
CD 1
1. First Rabbit (ファースト・ラビット) – 4:49
2. Ōgon Center (黄金センター) – 3:50
3. Miniskirt no Yōsei (ミニスカートの妖精) – 3:59
4. Ue kara Mariko (上からマリコ) – 4:39
5. Anti (アンチ) – 4:11
6. Lemon no Toshigoro (檸檬の年頃) – 4:00
7. Ren'ai Sōsenkyo (恋愛総選挙) – 3:32
8. Yasai Uranai (野菜占い) – 3:51
9. Everyday, Katyusha (Everyday、カチューシャ) – 5:14
10. Hashire! Penguin (走れ!ペンギン) – 4:04
11. Romance Kakurenbo (ロマンスかくれんぼ) – 3:25
12. Tsubomitachi (蕾たち) – 3:43
13. Jung ya Freud no Baai (ユングやフロイトの場合) – 4:29
14. Flying Get (フライングゲット) – 4:16
15. Kaze wa Fuiteiru (風は吹いている) – 3:42
16. Sakura no Ki ni Narō (桜の木になろう) – 5:31
17. Give Me Five! (GIVE ME FIVE!) – 5:00

CD 2
1. Hate – 3:06 – Shinoda Team A
2. Plastic no Kuchibiru (プラスティックの唇) – 4:10 – Mariko Shinoda
3. Omoide no Hotondo (思い出のほとんど) – 6:43 – Minami Takahashi, Atsuko Maeda
4. Iede no Yoru (家出の夜) – 4:51 – Oshima Team K
5. Scandalous ni Ikō (スキャンダラスに行こう) – 3:24 – Haruna Kojima, Yūko Ōshima
6. Nō Kan (ノーカン) – 4:20 – Umeda Team B
7. Abogado Ja nē Shi... (アボガドじゃね〜し･･･) – 4:00 – Mayu Watanabe, Rino Sashihara
8. Chokkaku Sunshine (直角Sunshine) – 3:59 – Ōba Team 4
9. Bokutachi wa Ima Hanashiau Beki Nan Da (僕たちは 今 話し合うべきなんだ) – 4:24 – Tomomi Itano, Yuki Kashiwagi
10. Sakuranbo to Kodoku (さくらんぼと孤独) – 4:40 – Kenkyūsei
11. Daiji na Jikan (大事な時間) – 3:57
12. Itsuka Mita Umi no Soko (いつか見た海の底) – Up-and-coming Girls (Mayu Watanabe, Anna Iriyama, Rena Katō, Rina Kawaei, Haruka Shimazaki, Ryōka Ōshima, Yuria Kizaki, Jurina Matsui, Kumi Yagami, Kanon Kimoto, Nana Yamada, Miyuki Watanabe, Eriko Jō, Haruka Kodama, Yūko Sugamoto, Sakura Miyawaki)
13. Gū Gū Onaka (ぐ〜ぐ〜おなか)
14. Yasashisa no Chizu (やさしさの地図)
15. Itterasshai (行ってらっしゃい)
16. Aozora yo Sabishikunai Ka? (青空よ 寂しくないか?) – AKB48 + SKE48 + NMB48 + HKT48
17. Sakura no Hanabira (Atsuko Maeda Solo Ver.) (桜の花びら〜前田敦子 solo ver.〜) – 5:24 – Atsuko Maeda